# Corispermum intermedium
Corispermum intermedium là loài thực vật có hoa thuộc họ Dền. Loài này được Schweigg. mô tả khoa học đầu tiên năm 1812.